# Ryan Ramczyk
Ryan Ramczyk (Stevens Point, 22 aprile 1994) è un giocatore di football americano statunitense che milita nel ruolo di offensive tackle per i New Orleans Saints della National Football League (NFL).

## Biografia

### Carriera universitaria
Ramczyk al college giocò a football alla University of Wisconsin–Stevens Point nel 2013 e 2014. Nel 2015 passò ai Wisconsin Badgers e, dopo avere perso la prima stagione a causa delle regole sui trasferimenti, nel 2016 scese in campo come tackle sinistro titolare, venendo inserito nella formazione ideale della Big Ten Conference e premiato come All-American

### Carriera professionistica
Il 27 aprile 2017, Ramczyk fu scelto come 32º assoluto nel Draft NFL 2017 dai New Orleans Saints. Debuttò come professionista partendo come titolare nella gara del primo turno contro i Minnesota Vikings. La sua prima stagione si concluse disputando tutte le 16 partite come titolare e venendo inserito nella formazione ideale dei rookie dalla Pro Football Writers of America. L'anno successivo fu inserito nel Second-team All-Pro. Nel 2019 fu inserito nel First-team All-Pro.

## Palmarès
- First-team All-Pro: 1

2019
- Second-team All-Pro: 2

2018, 2020
- PFWA All-Rookie Team - 2017